# Tippmann
Tippmann är en amerikansk tillverkare av paintballmarkörer anpassade för Woodball, Scenariospel & Recball.